# Šajkaš
Šajkaš (v srbské cyrilici Шајкаш, maďarsky Sajkásszentiván) je obec v srbské autonomní oblasti Vojvodina. Nachází se východně od regionální metropole Nového Sadu. Ze správního hlediska obec spadá pod opštinu Titel.
První písemná zmínka o obci pochází z roku 1308. Obec je připomínána tehdy jako Svatý Ivan, resp. Svatý Jan (maďarsky Szentiván), tento název je dodnes v maďarské verzi názvu užíván). Původně malá vesnice se rozšiříla v 18. století v souvislostí s osidlováním nejjižnější části Uher. Přišli sem obyvatelé maďarské a také německé národnosti. V němčině byla obec známá též pod názvem Schatzdorf.
V roce 1910 bylo z 3061 celkových obyvatel 102 Maďarů, 1249 Němců a 1694 Srbů. Zastoupeno bylo římské katolictví, luteránství i pravoslaví. Po druhé světové válce byli Němci vysídleni a na jejich místa přišli lidé z celé tehdejší Jugoslávie.
Vesnicí prochází železniční trať Novi Sad – Orlovat a silnice regionálního významu z Nového Sadu do města Titel.